# Mitsubishi F1M

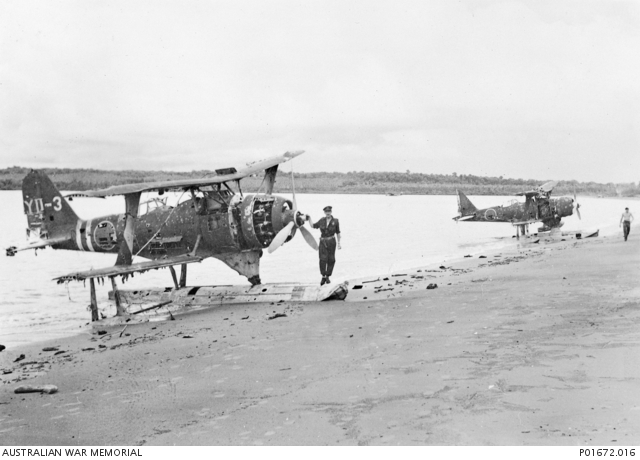
Zwei beschädigte F1M2 am Strand von Santa Isabel im März 1944

Die Mitsubishi F1M Zero-kan (alliierter Codename Pete) war ein japanisches Schwimmerflugzeug mit Zentralschwimmer in Doppeldecker-Auslegung. Es wurde als Bordflugzeug für verschiedene Zwecke, insbesondere als Beobachtungsflugzeug sowie für die militärische Aufklärung, Seenotrettung und U-Boot-Abwehr während des Zweiten Weltkrieges eingesetzt. Die Originalbezeichnung lautete 零式水上観測機. Der Erstflug fand im  Juni 1936 unter der Werksbezeichnung Ka-17 statt. Der Typ wurde außer von Küstenbasen von Schlachtschiffen und Schweren Kreuzern sowie Flugzeugträgern aus eingesetzt, wo die Maschine überwiegend als Gefechtsbeobachter, zur Artillerie-Leitung und zur Luftsicherung verwendet wurde, während die reine Aufklärung typischerweise von der Aichi E13A geleistet wurde. 
Die F1M verfügte über einen Faltflügelmechanismus (Abklappen beider Flächen nach hinten), der jedoch aufgrund des ausreichenden Raumangebotes auf den Flugdecks der Stationierungsschiffe selten verwendet wurde.
Zwischen 1936 und 1944 wurden von allen Varianten 1118 Stück gebaut.
Die F1M1 wurde von einem 611 kW starken Sternmotor Nakajima Hikari 1 angetrieben. Diese Variante verfügte bei einer Höchstgeschwindigkeit von 368 km/h über eine maximale Reichweite von 1070 km. Bewaffnet waren die Maschinen mit drei 7,7-mm-MG (2 vorn, 1 hinten). Als Abwurfbewaffnung konnten zwei 60-kg-Bomben mitgeführt werden.
Die F1M2 war mit einem 14-Zylinder-Doppelsternmotor Mitsubishi Zuisei 13 ausgerüstet, der 643 kW leistete. Von dieser Variante wurden ab 1939 524 Stück gefertigt, davon 140 im Marinearsenal in Sasebo.

## Technische Daten
| Kenngröße             | Daten F1M1                                           |
| --------------------- | ---------------------------------------------------- |
| Besatzung             | 2                                                    |
| Länge                 | 9,05 m                                               |
| Spannweite            | 11,01 m                                              |
| Höhe                  | 4 m                                                  |
| Flügelfläche          | 29,54 m²                                             |
| Flügelstreckung       |                                                      |
| Leermasse             | 1964 kg                                              |
| max. Startmasse       | 2856 kg                                              |
| Höchstgeschwindigkeit |                                                      |
| Dienstgipfelhöhe      | 9440 m                                               |
| Anfangssteigrate      | 600 m/min                                            |
| Triebwerk             | ein Nakajima Hikari 1, 611 kW (831 PS)               |
| Bewaffnung            | drei 7,7-mm-MG (2 vorn, 1 hinten), zwei 60-kg-Bomben |